# پرچم نورث‌آمبرلند
پرچم نورث‌آمبرلند در ۳ فوریه ۱۹۵۱ پذیرفته شد.